# Ras Mkumbi fyr
Ras Mkumbi fyr (swahili: Mnara wa Taa wa Ras Mkumbi) är en fyr på norra spetsen av Mafiaön i Pwaniregionen,  
utanför Tanzanias sydostkust. 
Den 30 meter höga, fyrkantiga fyren av tegel byggdes år 1894 medan Tanzania var ett tyskt skyddsområde. Den nedersta delen är vit och den  översta är vit med röda band och lanterninen är röd. På båda sidor om fyren finns bostäder för fyrvaktarna. Fyrlyktan avger en vit blixt var femte sekund. Lysvidden är 16 nautiska mil.
Fyrplatsen kan besökas och det är möjligt att ta sig upp i fyren.